# Die Blindgänger
Die Blindgänger ist ein deutscher Kinder- und Jugendfilm aus dem Jahr 2004. Das Drehbuch schrieb Helmut Dziuba zusammen mit dem Regisseur Bernd Sahling.

## Inhalt
Die beiden dreizehnjährigen Mädchen Marie und Inga leben in einem Internat. Sie gehen dort auf eine Blindenschule. Beide sind begeisterte Musikerinnen, und als sie eine Anzeige lesen, in der eine Schülerband Verstärkung sucht, bewerben sie sich. Die Jungs dieser Band sind zwar von den musikalischen Fähigkeiten der Mädchen überzeugt, doch stört es sie, dass sie blind sind. Sie halten sie nicht für medientauglich bei Musikvideos. Doch davon lassen sich die Mädchen nicht entmutigen.
Marie lernt den jungen Russlanddeutschen Herbert kennen. Dieser ist vor der Polizei auf der Flucht, weil sein Vater ihn sucht. Herbert möchte zurück zu seiner Mutter nach Kasachstan. Marie versteckt Herbert auf dem Dachboden des Internats. Da Herbert für die Rückreise Geld benötigt, tritt sie mit ihm und ihrer Freundin Inga zusammen als Straßenmusikanten auf. Doch das eingenommene Geld wird ihnen gestohlen.
Auch dieser erneute Rückschlag entmutigt sie nicht. Als sie im Fernsehen von einem Wettbewerb für Schülerbands hören, gründen sie zusammen mit ihrem Internatsfreund Daniel eine Band, die sie „Die Blindgänger“ nennen. Zwar wird Herbert zwischenzeitlich von der Polizei entdeckt und zu seinem Vater zurückgebracht, doch der Internatsbetreuer Herr Karl hilft ihnen, das Video fertigzustellen.
Und tatsächlich gewinnen die Blindgänger. So bekommt Herbert, der inzwischen wieder von seinem Vater abgehauen ist, das Geld und kann in seine Heimat zurückfahren.

## Zusammenfassung
Alexandra Wach hebt in ihrer Analyse hervor, dass der Film ohne Sentimentalität an das Thema herangeht. Die Blinden werden nicht als etwas Besonderes herausgestellt, sondern als ganz normale Menschen mit Stärken und Schwächen gezeigt. So haben die Blinden durchaus auch Vorurteile gegenüber Sehenden und bezeichnen diese etwas herablassend als „Guckis“. So meint Inga zum Beispiel, dass „ein Gucki, der sich mit einer Blinden abgibt, es wohl nötig haben muss“. Der Film behandelt ein typisches Thema für einen Jugendfilm – das Erwachsenwerden. Dabei müssen die blinden Mädchen im wahren Sinne des Wortes den Schritt wagen und sich aus den schützenden Mauern des Internats herausbegeben.

## Kritiken
„Ein sehr feinfühliges Bild über die erste Liebe, den Mut eigene Wege zu gehen und das Erwachsenwerden. Die Welt einmal ganz anders sehen. Regisseur Bernd Sahling zeigt nicht nur eine außergewöhnliche Freundschaft, sondern auch, das jeder Mensch seinen Weg gehen muss, egal wie er sich gestaltet.“

„Blinde Menschen sind nicht gerade die erste Wahl für die Hauptrollen eines Kinofilms. …In den letzten Monaten haben sich indes deutsche Filmproduzenten erstaunlich oft dieser ungewöhnlichen Thematik angenommen. … Bernd Sahling hat mit ‚Die Blindgänger‘ nun auch einen Spielfilm inszeniert, was ihm jedoch um Längen sensibler und origineller gelang als seinem Kollegen Büchel (Erbsen auf halb 6). …Dabei gelingt es ihm auf lobenswerte Weise, die Probleme und Sorgen, aber auch den Alltag der sehbehinderten Jugendlichen überzeugend darzustellen.“

„Mit ‚Die Blindgänger‘ ist Regisseur Bernd Sahling ein ungewöhnlicher Kinderfilm gelungen. Mit viel Sinn für Humor zeigt er den Alltag zweier blinder Mädchen als das, was er für sie ist: ganz normal! Der Film stellt das Thema Behinderung in den allgemeinen Zusammenhang des Anders- bzw. Fremdseins. Er lädt den Zuschauer, insbesondere durch den außergewöhnlichen Einsatz von Musik und Geräuschen, zu einem anderen ‚Sehen‘ ein.“

## Auszeichnungen
Die Blindgänger erhielt 2004 mehrere Auszeichnungen. Auf der Berlinale wurde der Regisseur Bernd Sahling mit der lobenden Erwähnung der Kinderjury sowie einer Spezialauszeichnung des Deutschen Kinderhilfswerks ausgezeichnet. Für den deutschen Kamerapreis war Peter Ziesche nominiert, während der Deutsche Filmpreis an Ingelore König ging. Die von Uta-Maria Torp gesprochene Bildbeschreibung wurde 2006 mit dem deutschen Hörfilmpreis prämiert. Neben diesen deutschen Filmpreisen erhielt der Regisseur Bernd Sahling weitere internationale Preise für Die Blindgänger: in Kanada beim Carrousel International du Film den Camério of the Humanities, den Preis der Erwachsenenjury beim Internationalen Kinderfilmfest in Chicago, in den Niederlanden einen Cinekid-Preis sowie eine Starkid-Auszeichnung beim finnischen Oulu Kinderfilm Festival.